# Kevin D'Anzico
Kevin D'Anzico (Niederkorn, 14 agosto 2000) è un calciatore lussemburghese, difensore del Differdange 03 e della nazionale lussemburghese.

## Carriera

### Club
D'Anzico è cresciuto nel settore giovanile del Käerjeng 97 ed ha debuttato in prima squadra il 18 settembre 2016 nell'incontro di Coupe de Luxembourg vinto 4-0 contro il Real Boys Aspelt. Nel 2019, dopo aver trascorso una stagione (la 2016-2017) nella prima divisione lussemburghese e due stagioni (dal 2017 al 2019) in seconda divisione, è stato acquistato dal Differdange 03, club della prima divisione lussemburghese, con cui nella stagione 2022-2023 ha vinto una coppa nazionale ed ha esordito nelle competizioni UEFA per club, giocando 2 partite nei turni preliminari di Conference League. Successivamente nella stagione 2023-2024 ha vinto il campionato lussemburghese, ed in virtù di questo fatto nella stagione 2024-2025 ha esordito in Champions League, giocandovi 2 partite nei turni preliminari.

### Nazionale
Ha giocato nelle nazionali giovanili lussemburghesi Under-19 ed Under-21.
Il 12 ottobre 2024 ha debuttato con la nazionale maggiore lussemburghese nell'incontro di UEFA Nations League contro la Bulgaria.

## Statistiche

### Presenze e reti nei club
Statistiche aggiornate al 12 ottobre 2024.
| Stagione        | Squadra         | Campionato      | Campionato | Campionato | Coppe nazionali | Coppe nazionali | Coppe nazionali | Coppe continentali | Coppe continentali | Coppe continentali | Altre coppe | Altre coppe | Altre coppe | Totale | Totale | Totale |
| Stagione        | Squadra         | Comp            | Pres       | Reti       | Comp            | Pres            | Reti            | Comp               | Pres               | Reti               | Comp        | Pres        | Reti        | Pres   | Reti   |        |
| --------------- | --------------- | --------------- | ---------- | ---------- | --------------- | --------------- | --------------- | ------------------ | ------------------ | ------------------ | ----------- | ----------- | ----------- | ------ | ------ | ------ |
| 2016-2017       | Käerjeng 97     | DN              | 2          | 0          | CL              | 2               | 0               | -                  | -                  | -                  | -           | -           | -           | 4      | 0      |        |
| 2017-2018       | Käerjeng 97     | E               | 6          | 0          | CL              | 1               | 0               | -                  | -                  | -                  | -           | -           | -           | 7      | 0      |        |
| 2018-2019       | Käerjeng 97     | E               | 16         | 1          | CL              | 2               | 0               | -                  | -                  | -                  | -           | -           | -           | 18     | 1      |        |
| 2019-2020       | Differdange 03  | DN              | 4          | 0          | CL              | 0               | 0               | -                  | -                  | -                  | -           | -           | -           | 4      | 0      |        |
| 2020-2021       | Differdange 03  | DN              | 20         | 1          | CL              | 1               | 0               | UEL                | 0                  | 0                  | -           | -           | -           | 21     | 1      |        |
| 2021-2022       | Differdange 03  | DN              | 30         | 0          | CL              | 1               | 0               | -                  | -                  | -                  | -           | -           | -           | 31     | 0      |        |
| 2022-2023       | Differdange 03  | DN              | 16         | 0          | CL              | 5               | 0               | UECL               | 2                  | 0                  | -           | -           | -           | 23     | 0      |        |
| 2023-2024       | Differdange 03  | DN              | 26         | 3          | CL              | 3               | 0               | UECL               | 2                  | 0                  | -           | -           | -           | 31     | 3      |        |
| 2024-2025       | Differdange 03  | DN              | 9          | 0          | CL              | 0               | 0               | UCL+UECL           | 2+2                | 0                  | -           | -           | -           | 13     | 0      |        |
| Totale carriera | Totale carriera | Totale carriera | 129        | 5          |                 | 17              | 0               |                    | 8                  | 0                  |             | -           | -           | 154    | 5      |        |

### Cronologia presenze e reti in nazionale
| Cronologia completa delle presenze e delle reti in nazionale ― Lussemburgo | Cronologia completa delle presenze e delle reti in nazionale ― Lussemburgo | Cronologia completa delle presenze e delle reti in nazionale ― Lussemburgo | Cronologia completa delle presenze e delle reti in nazionale ― Lussemburgo | Cronologia completa delle presenze e delle reti in nazionale ― Lussemburgo | Cronologia completa delle presenze e delle reti in nazionale ― Lussemburgo | Cronologia completa delle presenze e delle reti in nazionale ― Lussemburgo | Cronologia completa delle presenze e delle reti in nazionale ― Lussemburgo |
| Data                                                                       | Città                                                                      | In casa                                                                    | Risultato                                                                  | Ospiti                                                                     | Competizione                                                               | Reti                                                                       | Note                                                                       |
| -------------------------------------------------------------------------- | -------------------------------------------------------------------------- | -------------------------------------------------------------------------- | -------------------------------------------------------------------------- | -------------------------------------------------------------------------- | -------------------------------------------------------------------------- | -------------------------------------------------------------------------- | -------------------------------------------------------------------------- |
| 12-10-2024                                                                 | Plovdiv                                                                    | Bulgaria                                                                   | 0 – 0                                                                      | Lussemburgo                                                                | UEFA Nations League 2024-2025 - 1º turno                                   | -                                                                          | 83’                                                                        |
| 15-10-2024                                                                 | Zalaegerszeg                                                               | Bielorussia                                                                | 1 – 1                                                                      | Lussemburgo                                                                | UEFA Nations League 2024-2025 - 1º turno                                   | -                                                                          | 30’ 46’                                                                    |
| Totale                                                                     |                                                                            | Presenze                                                                   | 2                                                                          |                                                                            | Reti                                                                       | 0                                                                          |                                                                            |

## Palmarès

### Club

#### Competizioni nazionali
- Campionato lussemburghese: 1

Differdange 03: 2023-2024
- Coppa del Lussemburgo: 1

Differdange 03: 2022-2023